# Focke-Wulf Fw 191
El Focke-Wulf Fw 191 va ser un projecte de bombarder bimotor alemany durant la Segona Guerra Mundial. Només se'n van construir tres prototips. Es va abandonar el projecte el 1943.

## Desenvolupament
El 1939, El RLM va llançar una competició per a un bombarder mig (programa Bomber B). A més de Focke-Wulf, Arado (E.340), Dornier (Do 317) i Junkers (Ju 288) també van participar en la licitació.
El bombarder hauria de poder portar 2000 kg sobre una distància de 1800 km i assolir els 600 km/h a una alçada de 7.000 m. A més, havia d'incorporar unacabina pressuritzada per poder sobrevolar la defensa aèria enemiga a gran altura.
El projecte patia problemes de motor i elèctrics des del primer moment. El motor Daimler-Benz DB 604 de 24 cilindres de 2500 CV va ser destinat inicialment com a tracció, però ni aquest motor ni el Junkers Jumo 222 amb prestacions similars, que després es van considerar, van estar disponibles a temps. Per tant, es van instal·lar al primer prototip el BMW 801.
El primer vol es va produir el 1942. Degut a problemes de pes i a les pobres característiques de vol, només es van construir tres prototips, el V1, el V2 i el V6. El V6 tenia dos motors Jumo 222 de 2200 CV. El desenvolupament del Fw 191 es va aturar a finals de 1943.